# 東礪波郡

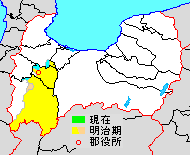
富山県東礪波郡の範囲（薄黄：後に他郡に編入された地域 水色：後に他郡から編入した地域）

東礪波郡（ひがしとなみぐん）は富山県にあった郡。

## 郡域
1896年（明治29年）に行政区画として発足した当時の郡域は、おおむね以下の区域に相当する。
- 高岡市（戸出徳市、戸出春日、戸出大清水、戸出吉住、戸出吉住新以東）
- 砺波市（鷹栖・高波・西中・下中・狐島・東中・小島・小杉・林・杉本・新栄町・寿町・平和町を除く）
- 南砺市（上川崎、院林、田尻、下吉江、新邸、田中、一日市、下野、小林、高宮、土生新、大西、立野原東、臼中、刀利以西を除く）

## 歴史
越中国の南西部全域を占めていた礪波郡が、1896年（明治29年）の郡制施行の際に当時の政治家・上埜安太郎によって西礪波郡と東礪波郡とに分けられたものである。郡役所は出町（現・砺波市中心部）に置かれた。

### 沿革
- 1896年（明治29年）

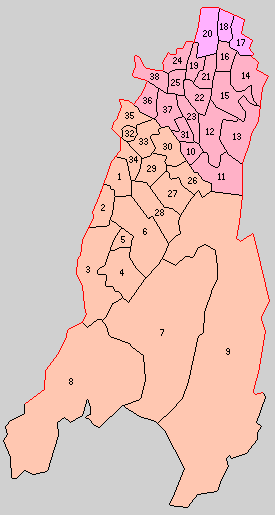
1.北山田村 2.山田村 3.南山田村 4.大鋸屋村 5.城端町 6.能美村 7.平村 8.上平村 9.利賀村 10.青島村 11.東山見村 12.雄神村 13.栴檀山村 14.栴檀野村 15.般若村 16.東般若村 17.般若野村 18.中田町 19.南般若村 20.北般若村 21.柳瀬村 22.太田村 23.中野村 24.油田村 25.庄下村 26.井波町 27.南山見村 28.井口村 29.高瀬村 30.山野村 31.種田村 32.福野町 33.南野尻村 34.広塚村 35.野尻村 36.東野尻村 37.五鹿屋村 38.出町 （桃：高岡市 赤：砺波市 橙：南砺市）

  - 4月1日 - 郡制の施行により礪波郡のうち、北山田村、山田村、南山田村、大鋸屋村、城端町、能美村、平村、上平村、利賀村、青島村、東山見村、雄神村、栴檀山村、栴檀野村、般若村、東般若村、般若野村、中田町、南般若村、北般若村、柳瀬村、太田村、中野村、油田村、庄下村、井波町、南山見村、井口村、高瀬村、山野村、種田村、福野町、南野尻村、広塚村、野尻村、東野尻村、五鹿屋村、出町の区域をもって東礪波郡が発足。（5町33村）
  - 6月1日 - 郡制を施行。
- 1898年（明治31年）8月26日（5町34村）
  - 能美村の一部（大字北野・北野新）をもって北野村が発足。
  - 能美村の残部（大字蓑谷・細野・西明・東西原・正谷）をもって蓑谷村が発足。
- 1923年（大正12年）3月31日 - 郡会が廃止。郡役所は存続。
- 1926年（大正15年）6月30日 - 郡役所が廃止。以降は地域区分名称となる。
- 1941年（昭和16年）4月1日 - 福野町・南野尻村・広塚村・野尻村が合併し、改めて福野町が発足。（5町31村）
- 1948年（昭和23年）4月1日 - 西礪波郡鷹栖村・林村の所属郡が当郡に変更。（5町33村）
- 1951年（昭和26年）4月1日 - 南山見村が井波町に編入。（5町32村）
- 1952年（昭和27年）
  - 4月1日 - 中野村・油田村・庄下村・五鹿屋村・出町・林村が合併して砺波町が発足。（5町27村）
  - 5月1日（5町21村）
    - 北山田村・山田村が西礪波郡福光町・石黒村・広瀬村・広瀬館村・西太美村・太美山村・東太美村・吉江村と合併し、改めて西礪波郡福光町が発足、郡より離脱。
    - 南山田村・大鋸屋村・城端町・北野村・蓑谷村が合併し、改めて城端町が発足。

  - 6月1日 - 東山見村・青島村・雄神村・種田村が合併して庄川町が発足。（6町17村）
- 1954年（昭和29年）
  - 1月15日（6町12村）
    - 南般若村・柳瀬村・太田村・東野尻村が砺波町に編入。
    - 北般若村が西礪波郡戸出町・是戸村・醍醐村と合併し、改めて西礪波郡戸出町が発足、郡より離脱。

  - 3月1日 - 栴檀山村・栴檀野村・般若村・東般若村が砺波町に編入。（6町8村）
  - 4月1日（5町8村）
    - 井波町・山野村が合併し、改めて井波町が発足。
    - 砺波町が市制施行して砺波市となり、郡より離脱。
    - 中田町・般若野村が合併し、改めて中田町が発足。

  - 7月20日 - 福野町が西礪波郡東石黒村が合併し、改めて福野町が発足。
- 1955年（昭和30年）1月10日 - 鷹栖村が砺波市に編入。（5町5村）
- 1956年（昭和31年）2月1日 - 城端町が西礪波郡福光町の一部（大字細木・大窪・雁巻島・梅井・中筋および野田の一部）を編入。
- 1957年（昭和32年）8月1日 - 福野町が西礪波郡西野尻村の一部（大字安居・上川崎・晩田・桐木・布袋・三ツ屋・森・前田・梅ヶ島・松木）を編入。
- 1959年（昭和34年）1月1日（5町4村）
  - 高瀬村の一部（大字高瀬・北市・野尻野および三清の一部）が井波町に編入。
  - 高瀬村の残部（大字森清・安清・江田・雨潜・野原および三清の一部）が福野町に編入。
- 1966年（昭和41年）2月10日 - 中田町が高岡市に編入。（4町4村）
- 2004年（平成16年）11月1日 - 下記の変更により東礪波郡消滅。
  - 庄川町が砺波市と合併し、改めて砺波市が発足。
  - 城端町・平村・上平村・利賀村・井波町・井口村・福野町が西礪波郡福光町と合併して南砺市が発足。

### 変遷表
| 明治29年以前           | 明治29年3月29日         | 明治29年 - 昭和20年         | 昭和20年 - 昭和29年                   | 昭和20年 - 昭和29年                   | 昭和20年 - 昭和29年                   | 昭和30年 - 昭和63年          | 平成1年 - 現在               | 現在   |
| ---------------------- | ----------------------- | --------------------------- | ------------------------------------- | ------------------------------------- | ------------------------------------- | ---------------------------- | ---------------------------- | ------ |
|                        | 出町                    | 出町                        | 出町                                  | 昭和27年4月1日 砺波町                 | 昭和29年4月1日 市制                   | 砺波市                       | 平成16年11月1日 砺波市       | 砺波市 |
|                        | 中野村                  | 中野村                      | 中野村                                | 昭和27年4月1日 砺波町                 | 昭和29年4月1日 市制                   | 砺波市                       | 平成16年11月1日 砺波市       | 砺波市 |
|                        | 油田村                  | 油田村                      | 油田村                                | 昭和27年4月1日 砺波町                 | 昭和29年4月1日 市制                   | 砺波市                       | 平成16年11月1日 砺波市       | 砺波市 |
|                        | 庄下村                  | 庄下村                      | 庄下村                                | 昭和27年4月1日 砺波町                 | 昭和29年4月1日 市制                   | 砺波市                       | 平成16年11月1日 砺波市       | 砺波市 |
|                        | 五鹿屋村                | 五鹿屋村                    | 五鹿屋村                              | 昭和27年4月1日 砺波町                 | 昭和29年4月1日 市制                   | 砺波市                       | 平成16年11月1日 砺波市       | 砺波市 |
|                        | 西礪波郡 林村           | 西礪波郡 林村               | 昭和23年4月1日 東礪波郡               | 昭和27年4月1日 砺波町                 | 昭和29年4月1日 市制                   | 砺波市                       | 平成16年11月1日 砺波市       | 砺波市 |
|                        | 南般若村                | 南般若村                    | 南般若村                              | 昭和29年1月15日 砺波町に編入          | 昭和29年4月1日 市制                   | 砺波市                       | 平成16年11月1日 砺波市       | 砺波市 |
|                        | 柳瀬村                  | 柳瀬村                      | 柳瀬村                                | 昭和29年1月15日 砺波町に編入          | 昭和29年4月1日 市制                   | 砺波市                       | 平成16年11月1日 砺波市       | 砺波市 |
|                        | 太田村                  | 太田村                      | 太田村                                | 昭和29年1月15日 砺波町に編入          | 昭和29年4月1日 市制                   | 砺波市                       | 平成16年11月1日 砺波市       | 砺波市 |
|                        | 東野尻村                | 東野尻村                    | 東野尻村                              | 昭和29年1月15日 砺波町に編入          | 昭和29年4月1日 市制                   | 砺波市                       | 平成16年11月1日 砺波市       | 砺波市 |
|                        | 西礪波郡 高波村         | 西礪波郡 高波村             | 西礪波郡 高波村                       | 昭和29年1月15日 砺波町に編入          | 昭和29年4月1日 市制                   | 砺波市                       | 平成16年11月1日 砺波市       | 砺波市 |
|                        | 栴檀山村                | 栴檀山村                    | 栴檀山村                              | 昭和29年3月1日 砺波町に編入           | 昭和29年4月1日 市制                   | 砺波市                       | 平成16年11月1日 砺波市       | 砺波市 |
|                        | 栴檀野村                | 栴檀野村                    | 栴檀野村                              | 昭和29年3月1日 砺波町に編入           | 昭和29年4月1日 市制                   | 砺波市                       | 平成16年11月1日 砺波市       | 砺波市 |
|                        | 般若村                  | 般若村                      | 般若村                                | 昭和29年3月1日 砺波町に編入           | 昭和29年4月1日 市制                   | 砺波市                       | 平成16年11月1日 砺波市       | 砺波市 |
|                        | 東般若村                | 東般若村                    | 東般若村                              | 昭和29年3月1日 砺波町に編入           | 昭和29年4月1日 市制                   | 砺波市                       | 平成16年11月1日 砺波市       | 砺波市 |
|                        | 西礪波郡 鷹栖村         | 西礪波郡 鷹栖村             | 昭和23年4月1日 東礪波郡               | 昭和23年4月1日 東礪波郡               | 昭和23年4月1日 東礪波郡               | 昭和30年1月10日 砺波市に編入 | 平成16年11月1日 砺波市       | 砺波市 |
|                        | 青島村                  | 青島村                      | 昭和27年6月1日 庄川町                 | 昭和27年6月1日 庄川町                 | 昭和27年6月1日 庄川町                 | 庄川町                       | 平成16年11月1日 砺波市       | 砺波市 |
|                        | 東山見村                | 東山見村                    | 昭和27年6月1日 庄川町                 | 昭和27年6月1日 庄川町                 | 昭和27年6月1日 庄川町                 | 庄川町                       | 平成16年11月1日 砺波市       | 砺波市 |
|                        | 雄神村                  | 雄神村                      | 昭和27年6月1日 庄川町                 | 昭和27年6月1日 庄川町                 | 昭和27年6月1日 庄川町                 | 庄川町                       | 平成16年11月1日 砺波市       | 砺波市 |
|                        | 種田村                  | 種田村                      | 昭和27年6月1日 庄川町                 | 昭和27年6月1日 庄川町                 | 昭和27年6月1日 庄川町                 | 庄川町                       | 平成16年11月1日 砺波市       | 砺波市 |
|                        | 城端町                  | 城端町                      | 昭和27年5月1日 城端町                 | 昭和27年5月1日 城端町                 | 昭和27年5月1日 城端町                 | 城端町                       | 平成16年11月1日 南砺市       | 南砺市 |
|                        | 南山田村                | 南山田村                    | 昭和27年5月1日 城端町                 | 昭和27年5月1日 城端町                 | 昭和27年5月1日 城端町                 | 城端町                       | 平成16年11月1日 南砺市       | 南砺市 |
|                        | 大鋸屋村                | 大鋸屋村                    | 昭和27年5月1日 城端町                 | 昭和27年5月1日 城端町                 | 昭和27年5月1日 城端町                 | 城端町                       | 平成16年11月1日 南砺市       | 南砺市 |
|                        | 能美村                  | 明治31年8月26日 北野村      | 昭和27年5月1日 城端町                 | 昭和27年5月1日 城端町                 | 昭和27年5月1日 城端町                 | 城端町                       | 平成16年11月1日 南砺市       | 南砺市 |
| 明治31年8月26日 蓑谷村 | 能美村                  |                             | 昭和27年5月1日 城端町                 | 昭和27年5月1日 城端町                 | 昭和27年5月1日 城端町                 | 城端町                       | 平成16年11月1日 南砺市       | 南砺市 |
|                        | 井波町                  | 井波町                      | 井波町                                | 井波町                                | 昭和29年4月1日 井波町                 | 井波町                       | 平成16年11月1日 南砺市       | 南砺市 |
|                        | 南山見村                | 南山見村                    | 南山見村                              | 昭和26年4月1日 井波町に編入           | 昭和29年4月1日 井波町                 | 井波町                       | 平成16年11月1日 南砺市       | 南砺市 |
|                        | 山野村                  | 山野村                      | 山野村                                | 山野村                                | 昭和29年4月1日 井波町                 | 井波町                       | 平成16年11月1日 南砺市       | 南砺市 |
|                        | 高瀬村                  | 高瀬村                      | 高瀬村                                | 高瀬村                                | 高瀬村                                | 昭和34年1月1日 井波町に編入  | 平成16年11月1日 南砺市       | 南砺市 |
|                        | 高瀬村                  | 高瀬村                      | 高瀬村                                | 高瀬村                                | 高瀬村                                | 昭和34年1月1日 福野町に編入  | 平成16年11月1日 南砺市       | 南砺市 |
|                        | 福野町                  | 福野町                      | 昭和29年7月20日 福野町                | 昭和29年7月20日 福野町                | 昭和29年7月20日 福野町                | 福野町                       | 平成16年11月1日 南砺市       | 南砺市 |
|                        | 南野尻村                | 昭和16年4月1日 福野町に編入 | 昭和29年7月20日 福野町                | 昭和29年7月20日 福野町                | 昭和29年7月20日 福野町                | 福野町                       | 平成16年11月1日 南砺市       | 南砺市 |
|                        | 広塚村                  | 昭和16年4月1日 福野町に編入 | 昭和29年7月20日 福野町                | 昭和29年7月20日 福野町                | 昭和29年7月20日 福野町                | 福野町                       | 平成16年11月1日 南砺市       | 南砺市 |
|                        | 野尻村                  | 昭和16年4月1日 福野町に編入 | 昭和29年7月20日 福野町                | 昭和29年7月20日 福野町                | 昭和29年7月20日 福野町                | 福野町                       | 平成16年11月1日 南砺市       | 南砺市 |
|                        | 西礪波郡 東石黒村       | 西礪波郡 東石黒村           | 昭和29年7月20日 福野町                | 昭和29年7月20日 福野町                | 昭和29年7月20日 福野町                | 福野町                       | 平成16年11月1日 南砺市       | 南砺市 |
|                        | 西礪波郡 西野尻村の一部 | 西礪波郡 西野尻村の一部     | 西礪波郡 西野尻村の一部               | 西礪波郡 西野尻村の一部               | 西礪波郡 西野尻村の一部               | 昭和32年8月1日 福野町に編入  | 平成16年11月1日 南砺市       | 南砺市 |
|                        | 平村                    | 平村                        | 平村                                  | 平村                                  | 平村                                  | 平村                         | 平成16年11月1日 南砺市       | 南砺市 |
|                        | 上平村                  | 上平村                      | 上平村                                | 上平村                                | 上平村                                | 上平村                       | 平成16年11月1日 南砺市       | 南砺市 |
|                        | 利賀村                  | 利賀村                      | 利賀村                                | 利賀村                                | 利賀村                                | 利賀村                       | 平成16年11月1日 南砺市       | 南砺市 |
|                        | 井口村                  | 井口村                      | 井口村                                | 井口村                                | 井口村                                | 井口村                       | 平成16年11月1日 南砺市       | 南砺市 |
|                        | 北山田村                | 北山田村                    | 昭和27年5月1日 西礪波郡 福光町の一部  | 昭和27年5月1日 西礪波郡 福光町の一部  | 昭和27年5月1日 西礪波郡 福光町の一部  | 西礪波郡 福光町の一部        | 平成16年11月1日 南砺市       | 南砺市 |
|                        | 山田村                  | 山田村                      | 昭和27年5月1日 西礪波郡 福光町の一部  | 昭和27年5月1日 西礪波郡 福光町の一部  | 昭和27年5月1日 西礪波郡 福光町の一部  | 西礪波郡 福光町の一部        | 平成16年11月1日 南砺市       | 南砺市 |
|                        | 中田町                  | 中田町                      | 昭和29年4月1日 中田町                 | 昭和29年4月1日 中田町                 | 昭和29年4月1日 中田町                 | 昭和41年2月10日 高岡市に編入 | 平成17年11月1日 高岡市の一部 | 高岡市 |
|                        | 般若野村                | 般若野村                    | 昭和29年4月1日 中田町                 | 昭和29年4月1日 中田町                 | 昭和29年4月1日 中田町                 | 昭和41年2月10日 高岡市に編入 | 平成17年11月1日 高岡市の一部 | 高岡市 |
|                        | 北般若村                | 北般若村                    | 昭和29年1月15日 西礪波郡 戸出町の一部 | 昭和29年1月15日 西礪波郡 戸出町の一部 | 昭和29年1月15日 西礪波郡 戸出町の一部 | 昭和41年2月10日 高岡市に編入 | 平成17年11月1日 高岡市の一部 | 高岡市 |

## 行政
歴代郡長
| 代 | 氏名 | 就任年月日               | 退任年月日                | 備考                   |
| -- | ---- | ------------------------ | ------------------------- | ---------------------- |
| 1  |      | 明治29年（1896年）4月1日 |                           |                        |
|    |      |                          | 大正15年（1926年）6月30日 | 郡役所廃止により、廃官 |